# „Dies furchtbare Sehnen“ oder Unbegrenzt vereint zu sein
„Dies furchtbare Sehnen“ oder Unbegrenzt vereint zu sein ist ein Radio-Feature von Alban Nikolai Herbst. Die Erstsendung erfolgte am 26. Dezember 2010 im WDR 3.

## Aufbau
Das „poetische Hörstück“ dauert etwa 55 Minuten und ist in ein Intro sowie drei Sätze gegliedert: Einschlafen (beginnt ab ca. 4:30 Min. Laufzeit), Träumen (ab ca. 27:00) und Erwachen (ab ca. 48:30). Inhaltlich handelt es sich um eine durchgehende Zitatcollage mit Texten zur Romantik vom Ende des 18. Jahrhunderts bis zur Gegenwart. Zugrunde liegt die Idee,
„die Spuren des romantischen Denkens – sowohl ihres Revolutionären wie ihres Reaktionären (es ist kaum von der Hand zu weisen, daß die Romantik einen enormen Einfluß auf der Machtergreifung Hitlers gehabt hat und auf die Entfaltung seiner Ideologie) – in der Gegenwart aufzusuchen und zum Klingen zu bringen“.
Insofern erinnert das Hörstück inhaltlich und auch formal entfernt an Elfriede Jelineks ebenfalls aus (teils abgewandelten) Zitaten bestehendes Stück Wolken.Heim. Herbst geht es vor allem darum, den Zyklus sichtbarzumachen, der stets auf eine alte eine neue Romantik folgen lässt:
„Politischer Aufbruch, Bemächtigung, Konsolidierung, Erstarrung, Zerfall und neuer politischer Aufbruch – das sind die Zyklen, Teil der romantischen Bewegung auch selbst.“
Das Zitat „Dies furchtbare Sehnen“ im Titel des Hörstücks stammt aus dem 2. Akt von Richard Wagners Oper Parsifal.

## Arbeitsprozess
Am 6. November 2010 begann Herbst öffentlich mit der Ausarbeitung des Features. Auf seiner Website verfasste und diskutierte er sieben längere Einträge zum Thema.

## Zitatquellen
- Guillaume Apollinaire (Alcools)
- Louis Aragon (Der Pariser Bauer)
- Hermann Bahr (Die Moderne; Die Überwindung des Naturalismus)
- Honoré de Balzac
- Charles Baudelaire (Die Blumen des Bösen; Die künstlichen Paradiese)
- Ernst Behler
- Walter Benjamin (Hauptzüge der ersten Haschisch-Impression)
- Gottfried Benn (Cocain; O, Nacht)
- Paulus Böhmer (Am Meer)
- Clemens Brentano (Brief an Karoline von Günderrode 1802)
- Karl Heinz Bohrer (Das ist das letzte Gefecht; „Zeit“-Interview 1997; Die Ästhetik des Schreckens)
- Lord Byron (Doch du, Ungläub’ger)
- Uwe Dick (Theriak; Hab im Dünenschutt)
- Peter Doig
- Ulrike Draesner (Isar. Rausch)
- Johann Gottlieb Fichte
- Théophile Gautier
- William Gibson (Neuromancer)
- Allen Ginsberg (Letzte Nacht in Kalkutta)
- Johann Wolfgang von Goethe (Faust I; Prometheus)
- Rainald Goetz (Subito; Rave; Klage)
- Jorge Guillén (Cántico)
- Manfred Hausmann (Nachtwache)
- Alban Nikolai Herbst (Thetis. Anderswelt; Argo. Anderswelt)
- Hermann Hesse (Siddhartha)
- Georg Heym (Die Dämonen der Stadt)
- Thomas Kling (Ratinger Hof, Zettbeh (3))
- Else Lasker-Schüler (Weltflucht)
- Jürgen Lorenz
- David Lynch (Interview)
- Thomas Meinecke (Musik)
- Friedrich Nietzsche (Über Wahrheit und Lüge im außermoralischen Sinne; Die fröhliche Wissenschaft; Also sprach Zarathustra)
- Novalis (Hymnen an die Nacht; Die Lehrlinge zu Sais)
- Ezra Pound (Sestina: Altaforte)
- Thomas Pynchon
- Rengha Rodewill (Manifest 2000)
- Friedrich Schlegel (Athenäums-Fragmente Nr. 116 und Nr. 424; Signatur des Zeitalters; Ueber La Martine’s religiöse Gedichte; Rede über die Mythologie)
- Sabine Scho (Shades)
- Arthur Schopenhauer (Die Welt als Wille und Vorstellung)
- Bram Stoker (Dracula)
- Ulf Stolterfoht (fachsprachen X)
- Rahel Varnhagen
- Dorothea F. Voigtländer (Einrichtungstipps: kuschelige Wohnung im Winter)
- Richard Wagner (Tristan und Isolde; Beethoven)

Die Musikeinspielungen stammen von Hector Berlioz, Anton Bruckner, Sinéad O’Connor, Depeche Mode, Jimi Hendrix, J. J. Cale, Konstantin Wecker, Sven Väth und Richard Wagner.